# 喜喜津站
喜喜津站（日语：／ Kikitsu eki */?）是位於長崎縣諫早市多良見町化屋755番，屬於九州旅客鐵道（JR九州）的長崎本線車站。此站是前往市布方向的新線和前往長與方向的舊線分支點。

## 車站構造
本站是地面車站，設有1面1線的單式月台和1面2線的島式月台，共有2面3線的月台。站房位於車站南邊的單式月台側，為一座木造建築物。各月台之間設有有蓋跨線橋連接。此站已進行無障礙化工程，於跨線橋上設有升降機，月台上設有斜道，站內則設有廁所，非乘坐鐵路的使用者在車站職員聯絡後可使用該廁所。從站房一方的月台編號分別為1號月台、2號月台和3號月台。不用待避的列車會使用1號月台（下行，長崎方向）和3號月台（上行，諫早方向）。
此站是業務委託車站，並委托JR九州服務支援負責車站業務。站內設有綠色窗口，營業時間為星期一下午3時至8時，星期二早上7時至9時，星期三下午3時至8時，星期四上午7時至9時，星期五下午3時至8時，星期六早上7時至中午12時50分，星期日下午3時至8時。

### 月台
特急時代運行時，由於本站作為部份時間停車站，因此擁有長度達200米的島式月台1座，有效長度為10輛，可以容納增長編成後的特急列車。
| 月台 | 路線      | 路線                   | 上下行                 | 方向                   |
| ---- | --------- | ---------------------- | ---------------------- | ---------------------- |
| 1    | ■長崎本線 | 經市布                 | 下行                   | 長崎方向               |
| 1    | ■長崎本線 | 經長與                 | 下行                   | 長崎方向               |
| 2    | ■長崎本線 | （上下行部分列車使用） | （上下行部分列車使用） | （上下行部分列車使用） |
| 3    | ■長崎本線 | -                      | 上行                   | 佐世保、諫早、鳥栖方向 |

## 歷史
- 1898年11月27日：九州鐵道大村至諫早至長與之間開通，此站啟用。
- 1907年7月1日：九州鐵道（第一代）被國有化，成為帝國鐵道廳車站[1][2]。
- 1972年10月2日：由本站經市布至浦上之間的新線開通。
- 1987年4月1日：隨國鐵分割民營化，車站由九州旅客鐵道（JR九州）營運[3]。
- 2012年12月1日：包括此站在內19個長崎地區車站引入了SUGOCA[4]。
- 2014年：加設無障礙設施，設置跨線橋上蓋、升降機和月台資訊標誌。

## 使用狀況
以下為每年度本站1日平均乘車人次：
| 乘車人次變化 | 乘車人次變化 |
| 年度         | 1日平均人次  |
| ------------ | ------------ |
| 2000         | 1,810        |
| 2001         | 1,816        |
| 2002         | 1,811        |
| 2003         | 1,829        |
| 2004         | 1,844        |
| 2005         | 1,881        |
| 2006         | 1,822        |
| 2007         | 1,823        |
| 2008         | 1,865        |
| 2009         | 1,842        |
| 2010         | 1,880        |
| 2011         | 1,859        |
| 2012         | 1,854        |
| 2013         | 1,862        |
| 2014         | 1,829        |
| 2015         | 1,860        |
| 2016         | 1,868        |
| 2017         | 1,846        |
| 2018         | 1,809        |
| 2019         | 1,780        |
| 2020         | 1,499        |
| 2021         | 1,473        |
| 2022         | 1,547        |
| 2023         | 1,622        |

## 相鄰車站
九州旅客鐵道（JR九州）
■長崎本線（新線，經市布）
■區間快速「Sea Side Liner」
諫早－喜喜津－浦上
■快速「Sea Side Liner」、■普通
西諫早－喜喜津－市布
■長崎本線（舊線，經長與）
■普通
西諫早－喜喜津－東園

## 外部連結
- JR九州喜喜津站 （页面存档备份，存于）（日語）